# Unicodeblock Buid
Der Unicodeblock Buid (engl. Buhid, U+1740 bis U+175F) enthält die Buid-Schrift, die für das Schreiben der Sprache Buid benutzt wird. Sie zählt zu den vier philippinischen Schriften (Tagalog, Hanunóo, Buid und Tagbanuwa), die 2002 mit Version 3.2 in den Unicode-Standard aufgenommen wurden.

## Liste
| Unicodenummer | Zeichen (400 %) | Kategorie                               | Bidirektionale Klasse       | Offizielle Bezeichnung | Beschreibung        |
| ------------- | --------------- | --------------------------------------- | --------------------------- | ---------------------- | ------------------- |
| U+1740 (5952) | ᝀ               | anderer Buchstabe, Silbe oder Ideogramm | links nach rechts           | BUHID LETTER A         | Buid-Buchstabe A    |
| U+1741 (5953) | ᝁ               | anderer Buchstabe, Silbe oder Ideogramm | links nach rechts           | BUHID LETTER I         | Buid-Buchstabe I    |
| U+1742 (5954) | ᝂ               | anderer Buchstabe, Silbe oder Ideogramm | links nach rechts           | BUHID LETTER U         | Buid-Buchstabe U    |
| U+1743 (5955) | ᝃ               | anderer Buchstabe, Silbe oder Ideogramm | links nach rechts           | BUHID LETTER KA        | Buid-Buchstabe Ka   |
| U+1744 (5956) | ᝄ               | anderer Buchstabe, Silbe oder Ideogramm | links nach rechts           | BUHID LETTER GA        | Buid-Buchstabe Ga   |
| U+1745 (5957) | ᝅ               | anderer Buchstabe, Silbe oder Ideogramm | links nach rechts           | BUHID LETTER NGA       | Buid-Buchstabe Nga  |
| U+1746 (5958) | ᝆ               | anderer Buchstabe, Silbe oder Ideogramm | links nach rechts           | BUHID LETTER TA        | Buid-Buchstabe Ta   |
| U+1747 (5959) | ᝇ               | anderer Buchstabe, Silbe oder Ideogramm | links nach rechts           | BUHID LETTER DA        | Buid-Buchstabe Da   |
| U+1748 (5960) | ᝈ               | anderer Buchstabe, Silbe oder Ideogramm | links nach rechts           | BUHID LETTER NA        | Buid-Buchstabe Na   |
| U+1749 (5961) | ᝉ               | anderer Buchstabe, Silbe oder Ideogramm | links nach rechts           | BUHID LETTER PA        | Buid-Buchstabe Pa   |
| U+174A (5962) | ᝊ               | anderer Buchstabe, Silbe oder Ideogramm | links nach rechts           | BUHID LETTER BA        | Buid-Buchstabe Ba   |
| U+174B (5963) | ᝋ               | anderer Buchstabe, Silbe oder Ideogramm | links nach rechts           | BUHID LETTER MA        | Buid-Buchstabe Ma   |
| U+174C (5964) | ᝌ               | anderer Buchstabe, Silbe oder Ideogramm | links nach rechts           | BUHID LETTER YA        | Buid-Buchstabe Ya   |
| U+174D (5965) | ᝍ               | anderer Buchstabe, Silbe oder Ideogramm | links nach rechts           | BUHID LETTER RA        | Buid-Buchstabe Ra   |
| U+174E (5966) | ᝎ               | anderer Buchstabe, Silbe oder Ideogramm | links nach rechts           | BUHID LETTER LA        | Buid-Buchstabe La   |
| U+174F (5967) | ᝏ               | anderer Buchstabe, Silbe oder Ideogramm | links nach rechts           | BUHID LETTER WA        | Buid-Buchstabe Wa   |
| U+1750 (5968) | ᝐ               | anderer Buchstabe, Silbe oder Ideogramm | links nach rechts           | BUHID LETTER SA        | Buid-Buchstabe Sa   |
| U+1751 (5969) | ᝑ               | anderer Buchstabe, Silbe oder Ideogramm | links nach rechts           | BUHID LETTER HA        | Buid-Buchstabe Ha   |
| U+1752 (5970) | ᝒ                | Markierung ohne Extrabreite             | Markierung ohne Extrabreite | BUHID VOWEL SIGN I     | Buid-Vokalzeichen I |
| U+1753 (5971) | ᝓ                | Markierung ohne Extrabreite             | Markierung ohne Extrabreite | BUHID VOWEL SIGN U     | Buid-Vokalzeichen U |